# Unaypasset
Unaypasset är ett bergspass i Afghanistan. Det ligger i provinsen Wardak, i den nordöstra delen av landet, 70 kilometer väster om huvudstaden Kabul.